# E.L.O
『E.L.O』（イーエルオー、:Eva License Organization）はアニメイトが展開するキャラクター企画。

## 概要
『E.L.O』はムービックが制作し、アニメイトで販売された、オリジナル美少女企画、およびこれを原作とした一連のグッズ作品シリーズである。2000年11月23日発売の第1期からテレカ、ポスターと販売され、数多くのイラストレーターが参加した。現在は公式サイトも閉鎖されている。『E.L.O』はその後『E.L.O Resonance』シリーズへと引き継がれ2004年ごろまで展開された。同社の同時期にスタートした企画として、アニメ店長があげられる。

## 参加イラストレーター

### 第1期
- 中村博文
- たかみち
- 邪琅明
- 鈴平ひろ
- あきよしよしあき
- MIZU

### 第2期
- 思い当たる
- かんとり
- 西又葵
- いのうえ空
- 村上水軍
- 宮城とおこ

### 第3期
- 吉崎観音
- しかげなぎ
- ほっけうるふ
- いずみべる
- あいざわひろし
- 下北沢鈴成